# ستيفن هوارد (سياسي أمريكي)
ستيفن هوارد (بالإنجليزية: Steven Howard)‏ هو سياسي أمريكي، ولد في 3 أغسطس 1971 في الولايات المتحدة. حزبياً، نشط في الحزب الديمقراطي. وقد انتخب عضو مجلس نواب فيرمونت.